# بیماری شویرمان
بیماری شوئِرمان (به انگلیسی: Scheuermann's disease) یک بیماری ستون فقرات با منشا ژنتیکی است. این بیماری یک بیماری خودمحدودشونده دوران کودکی است.
از آنجا که بیماری شوئرمان منجر به گوژپشتی می‌شود به آن «گوژپشتی شوئرمان» هم گفته‌اند. در این بیماری، ستون فقرات نسبت به سطح پیکانی sagittal plane رشدی نامتقارن دارد یعنی زاویه قدامی (جلویی) آن بزرگ‌تر از زاویه خلقی (عقبی) است.این بیماری را تا ۷۰درجه می‌توان با بریس کنترل کرد اما در زاویه های بیشتر از ۷۵ درجه معمولا تنها راه درمان جراحی است